# The UNB
The UNB — белорусская группа, основанная в 1983-м году и существующая по сей день. Группа записала более ста альбомов и продолжает писать ещё.
Особенностью группы являются ироничные тексты с примесью абсурда и сюрреализма, а также использование различных музыкальных стилей.
По итогам 2014 года, единственный клип The UNB, снятый на песню «Крот-Фронт» из одноимённого альбома, победил в номинации «Клип» на белорусском фестивале «Даём рады».

## История
Группа The UNB была образована 23 октября 1983 года.
Первый альбом группы был записан в январе 1984 года.

## Состав
- Дмитрий Дольник — вокал, гитара.
- Александр Левковский — гитара.
- Андрей Гинзбург — клавишные.
- Игорь Василевский — бас-гитара.
- Дмитрий Алейников — ударные.

## Дискография
1. Get Back «Вернись» 2LP (1984)
2. Dramatic Comedy Number 13 «Драматическая комедия номер 13» (1984)
3. Macabre The U.N.B.
4. Beer — 84 (Пиво — 84)
5. Crazy Dust-Line «Бешеный мусоропровод» (1984)
6. Destroy All! (Concert In London) «Разрушай всё! (Концерт в Лондоне)» (1984)
7. Knell And Blood «Похоронный звон и кровь» (1984)
8. I Love Snow Baba «Я люблю снежную бабу» (1984)
9. Hypersonic Love «Сверхзвуковая любовь» (1984)
10. The Night Rock «Ночной рок» (1984)
11. Yellow Club «Жёлтый клуб» (1984)
12. Madam Madcap «Мадам Сорвиголова» (1984)
13. To Arms, Baby! «К оружию, детка!» (1984)
14. I Scoff Scissors «Я жадно ем ножницы» (1984)
15. Death-Rate And Death-Roll «Показатель смертности и список убитых» (1985)
16. Let’s Organize Bloodshed! «Давайте учиним кровопролитье» (1985)
17. Long Live Good Beer, Our Last Joy! «Да здравствует хорошее пиво, наша последняя радость!» (1985)
18. Re-Count Teeth To Seedsman! «Пересчитай зубы продавцу семян!» (1985)
19. Good Beer — 2 «Хорошее пиво — 2» (1985)
20. History Of Sacred Music «История духовной музыки» (1985)
21. Life And Joy, Beer And Fish «Жизнь и радость, пиво и рыба» (1985)
22. Sound Rape «Звуковое изнасилование» (1985)
23. Please, Don’t Saw Me Beba! «Пожалуйста, не пилите мне бэбу!» (1985)
24. I’m A Fiend «Я изверг» (1985)
25. Horse Of Bribetaker «Лошадь взяточника» (1985)
26. Eggs «Яйца» (1986)
27. Lead Hyperon «Свинцовый гиперон» (1986)
28. Old Rusty Chain «Старая ржавая цепь» (1986)
29. Hugger-Mugger Randan (The Last Supper) «Тайная попойка (Тайная вечеря)» (1986)
30. The Orgy «Оргия» (1987)
31. Grave-Yard Of Zinc Tyrans «Кладбище цинковых тиранов» (1987)
32. Saint Remains «Святые мощи» (1987)
33. Beer Spirit (Gold Of Best-Of-Beat) «Пивной дух (Золото бест-оф-бита)» 2 LP (1987)
34. Satan Beer Metal «Сатанинский пивной металл» (1987)
35. The Beer Bible «Пивная Библия» (1989)
36. Dances Of Beer Invalids «Пляски пивных инвалидов» (1989)
37. Great Psychodelic Symphonies «Великие психоделические симфонии» 2 LP (1989)
38. Desembrist Murza «Декабрист Мурза» (1990)
39. Leg Of My Friend «Нога моего друга» (1990)
40. XL (1990)
41. The Pleasure «Удовольствие» (1990)
42. Horseberry «Конская ягода» (1990)
43. Old Beer Collection — 85 «Старая пивная коллекция — 85» (1990)
44. Monsters Welcome Ladybird «Монстры приветствуют божью коровку» (1990)
45. Allesmenschen Trinkenbier.
46. Pygmy Tales «Пигмейские сказки» (1991)
47. Stone Machine-Gun «Каменный пулемёт» (1991)
48. The Skorlupents «Скорлупенц» (1991)
49. Huygensiad I «Гюйгенсиада I» 2 LP (1991)
50. L (1991)
51. Legendary Psychodances «Легендарные психопляски» 2 LP (1992)
52. Tabacco And Germans, War And Beer «Табак и немцы, война и пиво» (1992)
53. Beerbelch Out Of The Coffin «Пивная отрыжка из гроба» (1993)
54. Petya Klypa & His Juridical Nonsense «Петя Клыпа и его юридический нонсенс» (1993)
55. God Yarduk Superstar «Бог Ярдук — суперзвезда» (1993)
56. Bad Salzungen «Бадзальцунген» (1993)
57. The Brain Of Sigizmund «Мозг Сигизмунда» (1993)
58. Sun In Beer Bottle «Солнце в пивной бутылке» (1993)
59. Ichthyohalitosis «Ихтиогалитоз» (1994)
60. LX (1994)
61. Gold Beer Collection Of Good-Looker Vulgaris «Золотая пивная коллекция красавчика обыкновенного» (1994)
62. The Satiety «Сытость» (1994)
63. Light White Head «Лёгкая белая пена» (1994)
64. Huygensiad II «Гюйгенсиада II» 2 LP (1994)
65. Albomb «Альбомб» (1994)
66. Love Lyric: Phenomena And Pathologies «Любовная лирика: феномены и патологии» (1994)
67. Under The Grader «Под грейдером» (1994)
68. Enormous Bundle Of Happiness «Огромный пучок счастья» (1995)
69. Screwdriver’s Flight «Полёт отвёртки» (1995)
70. LXX.
71. Auf Wiedersehen Pablo! «Ауфвидерзейн, Пабло!» (1996)
72. Coverzes «Каверзы» (1996)
73. The Gold Cast In Decibells «Золото, отлитое в децибелах» (1996)
74. Ludrink van Beerhoven.
75. Cutting The Rudiments Off «Отсекая рудименты» (1996)
76. While My Mukhtar Gently Weeps «Пока нежно плачет мой Мухтар» (1996)
77. Melodies Of Circus «Мелодии цирка» (1996)
78. Call Of Bujumbura Dancing-Halls (1997)
79. The Dwarfish Sportsmen «Карликовые спортсмены» (1997)
80. LXXX (1997)
81. 92,6 (1998)
82. Daskleinewunderkillerboogie.
83. Evil Bonzes «Злые бонзы» (1998)
84. America Is A Myth «Америка — это миф» (1998)
85. The Conserved Kisses Of Bismarck «Консервированные поцелуи Бисмарка» (1999)
86. The Song Without Bayan «Песни без баяна» (2000)
87. Toad Of War «Жаба войны» (2000)
88. So Who Has Done It? «Ну и кто это сделал?» (2000)
89. Décoletté Scaphander Of Bismarck «Декольтированный скафандр Бисмарка» (2000)
90. XC (2000)
91. Chelyuskin Нead (2000)
92. The Sounds Of Organoid «Звуки органоида» (2001)
93. Popular Teratology «Популярная тератология» (2001)
94. Antbear’s Nipple «Сосок муравьеда» (2001)
95. Night Of The Short Fret-Saws «Ночь коротких лобзиков» (2001)
96. Double Kuldyps «Двойной кульдыпс» (2001)
97. Glands Of Love «Гланды любви» (2002)
98. Beauty «Красота» (2002)
99. Huygensiad III «Гюйгенсиада III» (2003)
100. 100/20 (2003)
101. Hibiscus! «Гибискус!» (2004)
102. Ragazzi «Рагацци» (2005)
103. The Sol «Соль» (2007)
104. «Д’Урбан: Истории из жизни» (2011)
105. Части (2011)
106. Си (2012)
107. Крот-Фронт (2013)
108. Детский альбомб (2015)
109. Геген (2020)